# Університет Південної Флориди
Університет Південної Флориди (УПдФ, USF) — державний науково-дослідний університет у Тампі на Флориді. Це державна установа Державної університетської системи Флориди. 

## Історія
Заснований у 1956 році, УПдФ є 4-им за величиною державним університетом у штаті Флорида, чисельність студентів на 2018—2019 навчальний рік становила 50755. Система USF має 3 установи: USF Tampa, USF Сент-Пітербусрг та USF Сарасота-Манаті. Кожна установа окремо акредитована Комісією з коледжів Південної асоціації коледжів та шкіл. В університеті 14 коледжів, що пропонують понад 80 спеціальностей та понад 130 бакалаврських, спеціалістичні та докторатіські ступені.
USF віднесено до категорії «R1: Докторські університети — дуже висока науково-дослідна діяльність». У своєму рейтингу 2011 року Асоціація власників інтелектуальної власності поставила USF на 10 місце серед усіх університетів у світі за кількістю виданих американських патентів. Щорічно бюджет університету складає 1,5 мільярда доларів, а щорічний економічний вплив — понад 3,7 мільярда доларів. У рейтингу, складеному Національним науковим фондом, USF займає 43 місце у ЗДА за загальними витратами на дослідження серед усіх університетів, державних та приватних.
USF був першим незалежним державним університетом, задуманим, запланованим та побудованим протягом XX ст. Колишній представник США Семюел Гіббонс відіграв важливу роль у створенні школи, коли він був представником штату, і багато хто вважається «батьком USF». Хоча заснований у 1956 році, університет не був офіційно названий до 1957 року, а заняття розпочалися у 1960 році.

### Тампське мистечко
Створений у 1956 році, Тампське містечко охоплює понад 41 000 студентів. До його складу входять більші кампуси в Тампі, USF Здоров'я і Коледж морських наук у Сент-Пітерсбурзі. У закладі розміщено 14 коледжів і є докторським містечком, що надає систему USF.

### Сент-Пітерсбурзьке містечко
Уперше УПдФ зайняв місце у Сент-Пітерсбурзі у 1965 році. У 2006 році USFSP була акредитована як окрема організація в системі Університету Південної Флориди Південною асоціацією коледжів та шкіл, починаючи з 2006–07 навчального року. USFSP обслуговує приблизно 4500 студентів та пропонує 33 програми бакалаврату та аспірантури з мистецтв та наук, бізнесу та освіти.

### Сарасотсько-Манатіське містечко
Коли в 1975 році було створено Санасота-Манаті УПдФ, він спочатку ділив містечко з Новим коледжем Флориди. Нью-коледж та USFSM продовжували ділитися містечками, поки у 2006 році не було створено новий кампус для USFSM. Майже 2000 студентів щорічно проходять навчання у USFSM. Університет пропонує 43 академічні програми та сертифікати у галузі мистецтв й наук, бізнесу, освіти, а також в галузі гостинності та технологій.

## Галерея

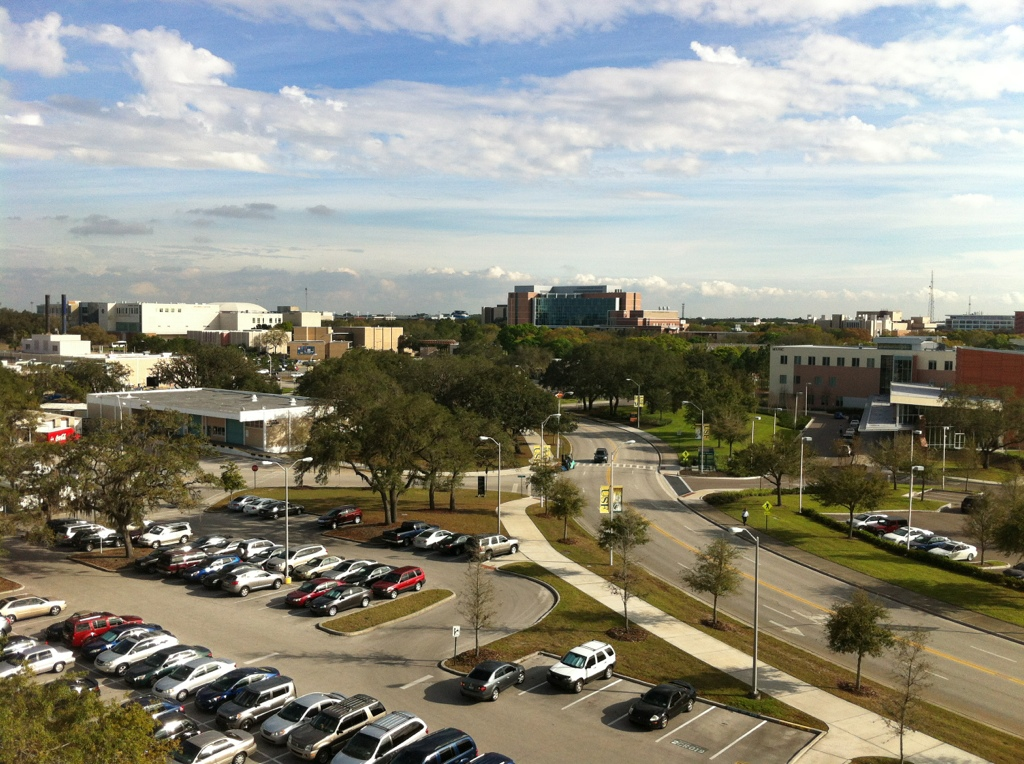
З видом на містечко УПдФ Тампа
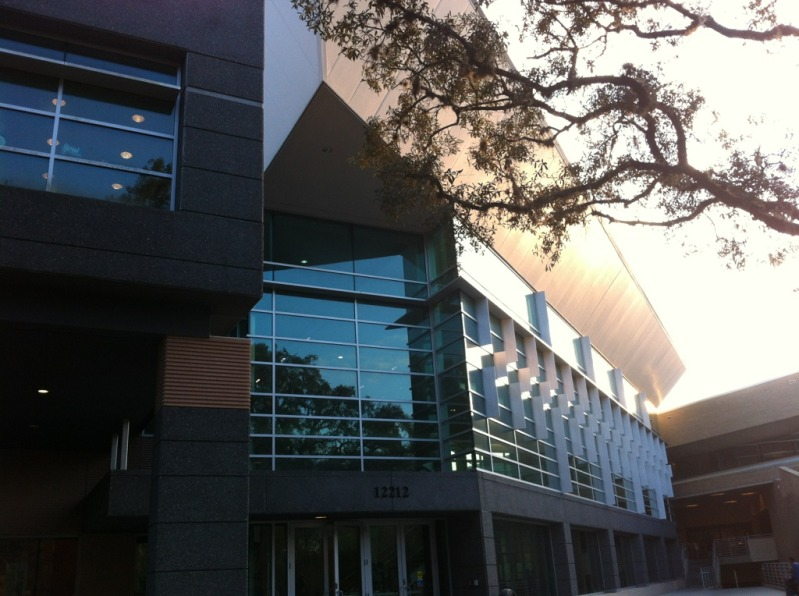
Будівля Коледжу бізнесу
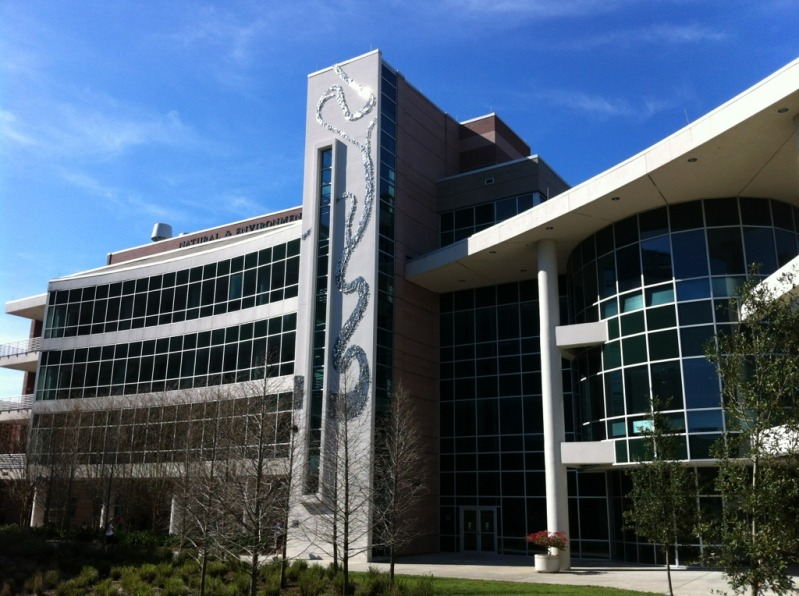
Будівля природничих та екологічних наук
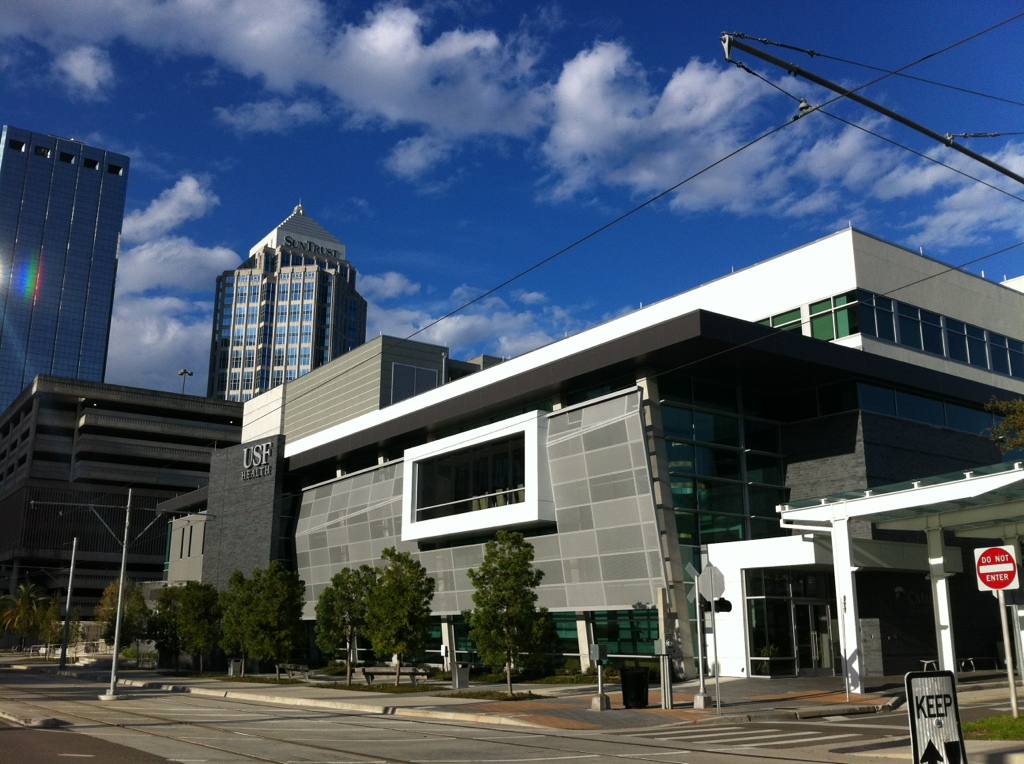
Центр підвищення кваліфікації медичного навчання та моделювання у Тампі
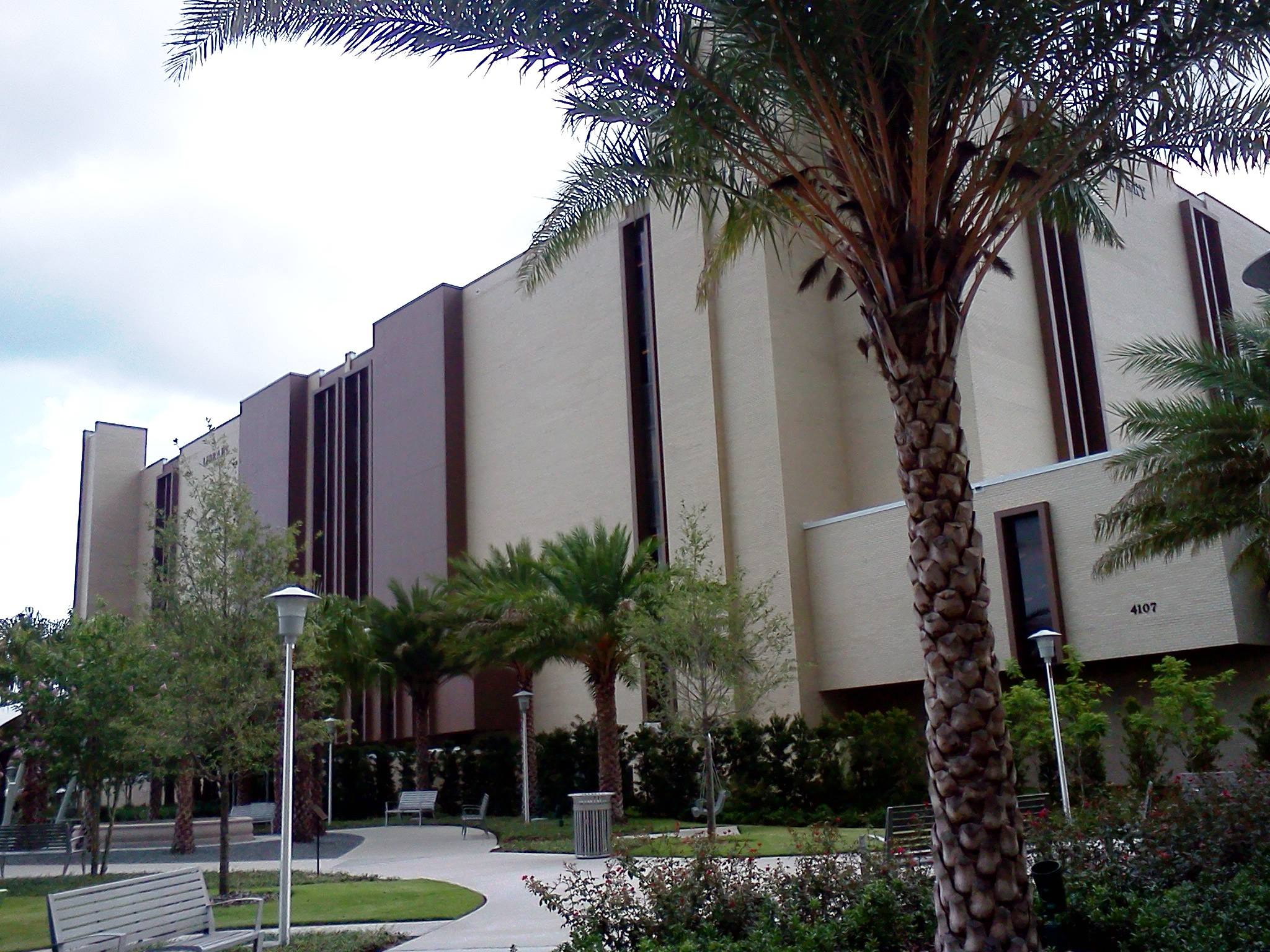
Основна бібліотека УПдФ Тампа
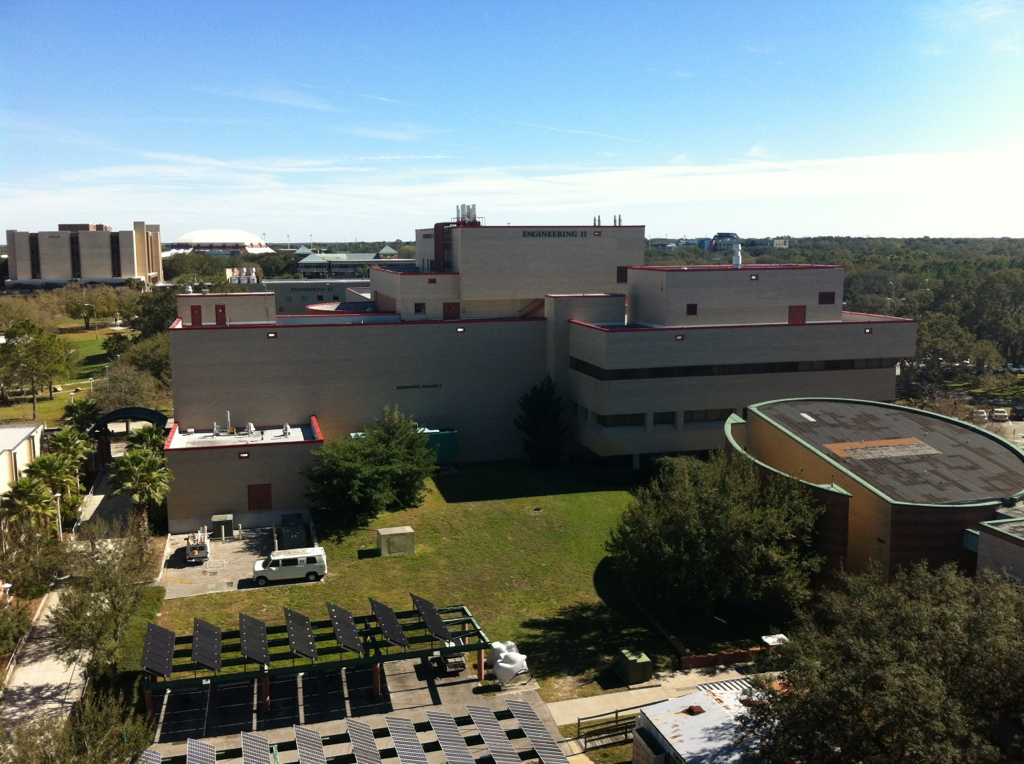
Інженерні будівлі УПдФ
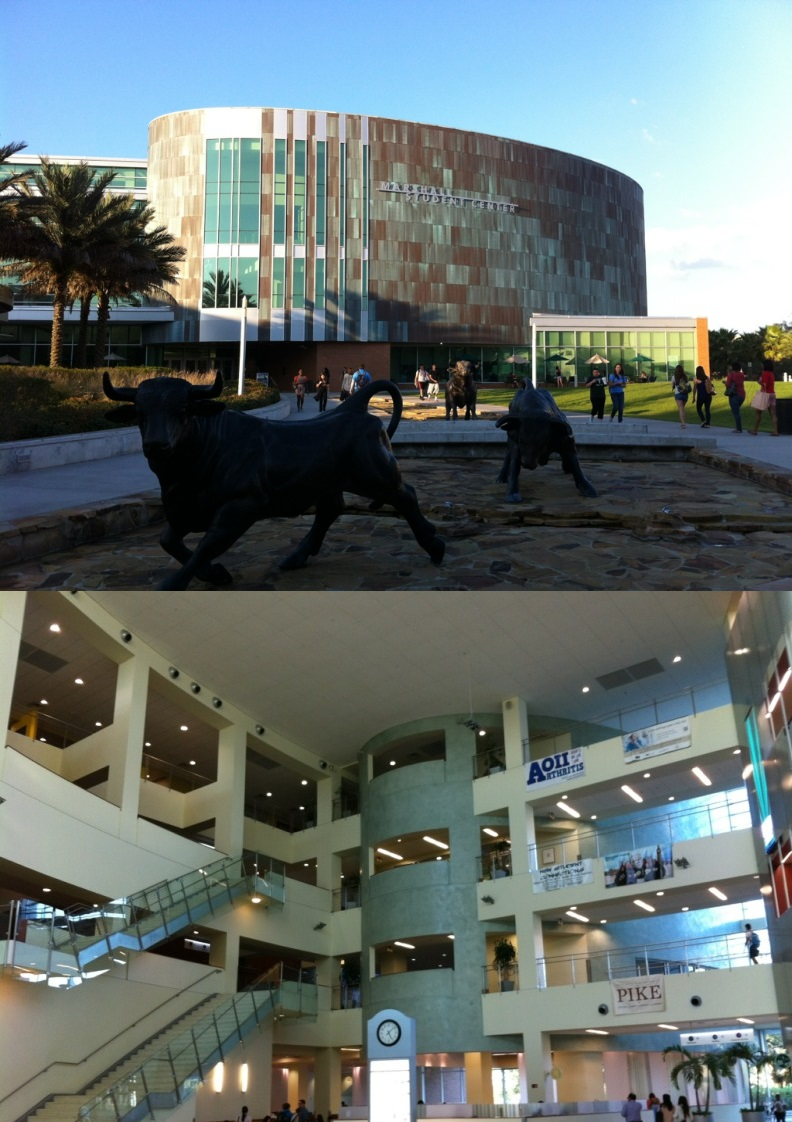
Студентський центр УПдФ Маршалл
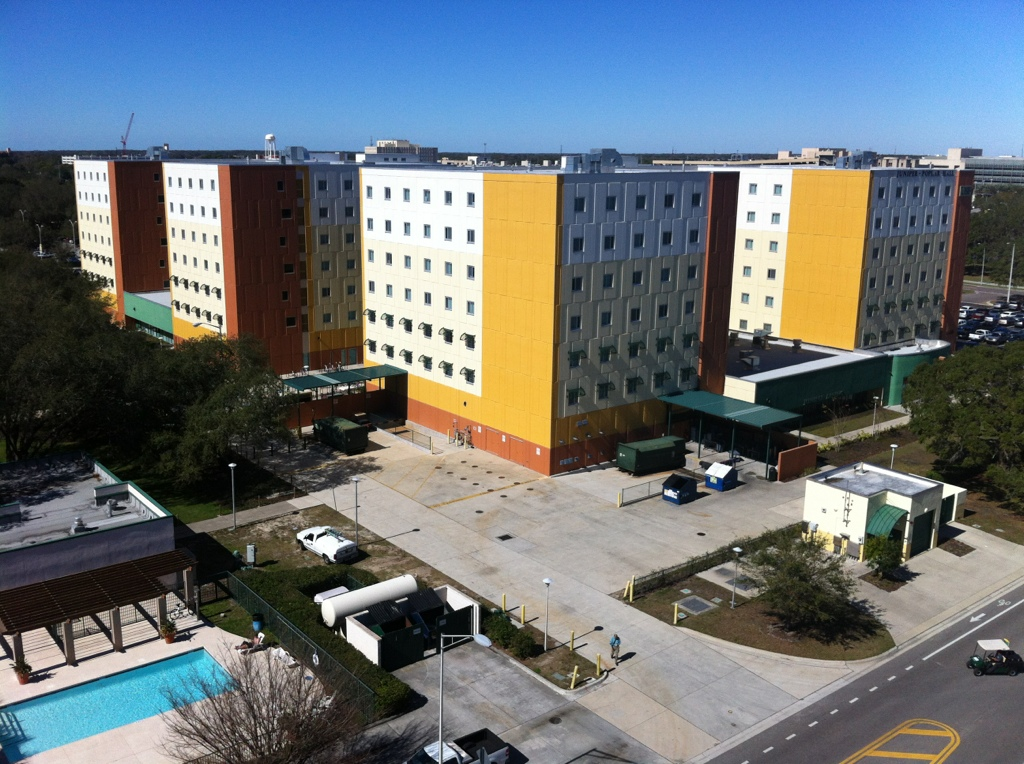
Джуніпер-Поплар зал
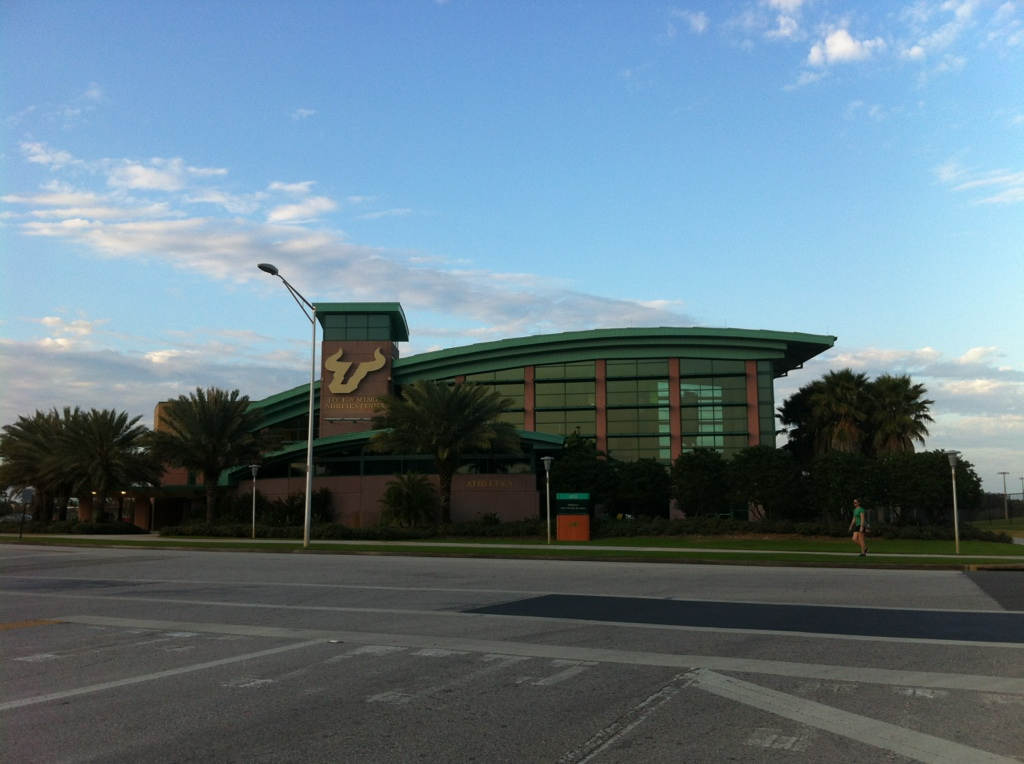
Спортивний центр Лі Рой Сельмон